# Sakurai, Nara
Sakurai (桜井市 Sakurai-shi) là thành phố thuộc tỉnh Nara, Nhật Bản. Tính đến ngày 1 tháng 10 năm 2020, dân số ước tính thành phố là 54.857 người và mật độ dân số là 550 người/km2. Tổng diện tích thành phố là 98,91 km2.